# 기관식도샛길
기관식도샛길(tracheoesophageal fistula, 미국 영어: TEF 또는 영국 영어: TOF) 또는 기관식도루(氣管食道瘻)는 기관과 식도 사이에 생긴 비정상적인 연결 통로, 즉 샛길(누공)이다. 기관식도샛길은 비교적 흔한 선천성 기형 중 하나지만, 뒤늦게 발생하는 경우는 후두절제술과 같은 외과적 처치의 후유증으로 발생하는 경우가 대부분이다.

## 증상 및 징후

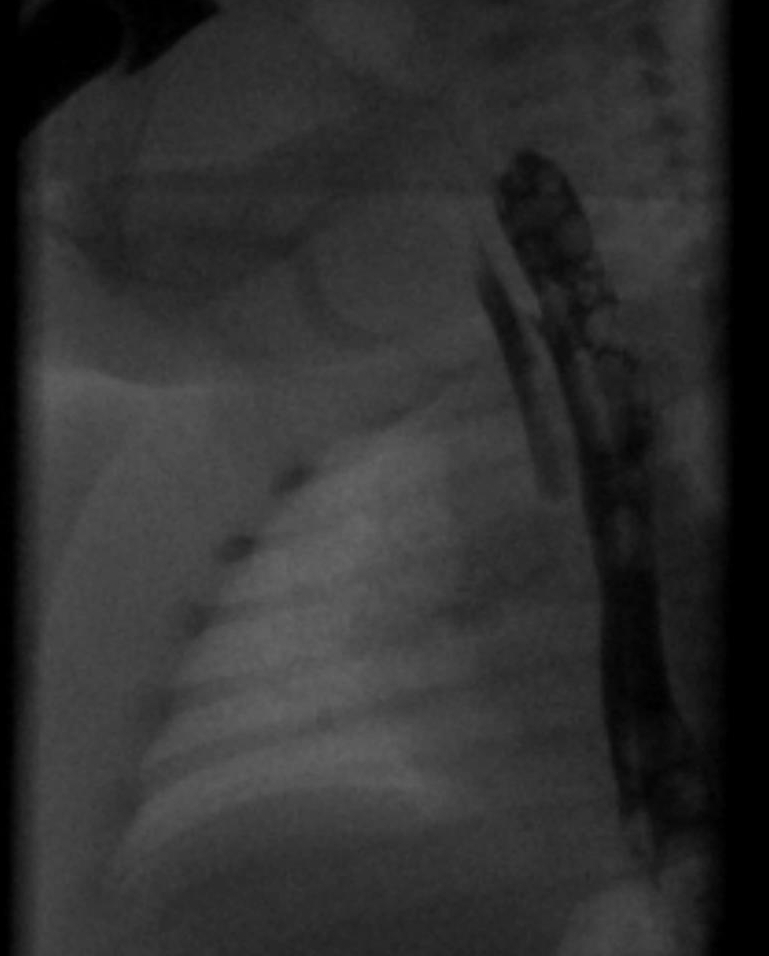
신생아에서 조영제를 이용하여 H 형태의 기관식도샛길을 보이게 한 방사선 사진

기관식도샛길은 수유 시작과 동시에 많은 양의 침을 흘리며 질식, 기침, 구토, 청색증이 나타날 때 의심해볼 수 있다. 일반적으로 식도폐쇄증과 그에 따라 동반되는 삼킴장애는 자궁 내에서 양수과다증을 일으킨다. 드물게는 기관식도샛길이 성인에서 발생하기도 한다.

### 관련 질환
기관식도샛길이나 식도폐쇄증이 있는 신생아는 제대로 음식을 먹을 수가 없다. 이들 질환을 진단한 경우 신속한 수술로 교정하여서 적절한 음식 섭취가 가능토록 해야 한다. 기관식도샛길 수술 후 삼킴장애나 가슴의 문제 등 문제가 발생하기도 한다. 한편 기관식도샛길 환아는 다른 기형을 동반하여 태어나기도 하는데, 가장 흔하게 기술되는 것은 VACTERL 증후군이다. VACTERL은 심장, 콩팥, 상하지 기형 등 동반되기 쉬운 기형들을 모아 놓은 용어이다. 전체 기관식도샛길 환아의 6%는 후두열도 동반된 상태이다.

## 원인
선천성 기관식도샛길은 배아발생 4주 이후에 기관식도능선이 융합되는 데에 실패하여 발생한다.

## 치료
샛길의 절제와 끊어진 부분의 문합을 통해 수술적으로 교정한다. 종종 위로 이어진 영양관을 통해 영양을 공급받으며, 신생아 집중치료실에 입원하기도 한다. 항생제, 통증관리, 흉관삽입술, 산소 흡, 기계환기가 필요한 경우도 있다.